# 錢昱
錢昱，直隸昌黎縣（今河北省昌黎縣）人。清朝軍事將領，武進士及第。
道光二十四年（1844年），錢昱中式甲辰科武殿試張殿華榜一甲第二名進士（榜眼），授官二等侍衛。歷官福建汀州鎮標遊擊。